# Cranchiidae
Cranchiidae is een familie van weekdieren uit de klasse van de Cephalopoda (inktvissen). 

## Taxonomie
De volgende taxa zijn bij de familie ingedeeld:
- Geslacht Enigmocranchia Kubodera & Okutani, 2014
- Onderfamilie Cranchiinae Prosch, 1847
  - Geslacht Cranchia Leach, 1817
  - Geslacht Leachia Lesueur, 1821
  - Geslacht Liocranchia Pfeffer, 1884
- Onderfamilie Taoniinae Pfeffer, 1912
  - Geslacht Bathothauma Chun, 1906
  - Geslacht Egea Joubin, 1933
  - Geslacht Galiteuthis Joubin, 1898
  - Geslacht Helicocranchia Massy, 1907
  - Geslacht Liguriella Issel, 1908
  - Geslacht Megalocranchia Pfeffer, 1884
  - Geslacht Mesonychoteuthis Robson, 1925
  - Geslacht Sandalops Chun, 1906
  - Geslacht Taonius Steenstrup, 1861
  - Geslacht Teuthowenia Chun, 1910

### Nomen dubium
- Euzygaena Chun, 1910
- Hensenioteuthis Pfeffer, 1900
- Loligopsis Lamarck, 1812
- Parateuthis Thiele, 1921
- Phasmatopsis Rochebrune, 1884
- Procalistes Lankester, 1884
- Zygaenopsis Rochebrune, 1884
- Zygocranchia Hoyle, 1909

### Synoniemen
- Anomalocranchia Robson, 1924 => Teuthowenia Chun, 1910
- Ascocranchia Voss, 1962 => Helicocranchia Massy, 1907
- Belonella Lane, 1957 => Taonius Steenstrup, 1861
- Carynoteuthis Voss, 1960 => Megalocranchia Pfeffer, 1884
- Corynomma Chun, 1906 => Megalocranchia Pfeffer, 1884
- Crystalloteuthis Chun, 1906 => Galiteuthis Joubin, 1898
- Desmoteuthis Verrill, 1881 => Taonius Steenstrup, 1861
- Drechselia Joubin, 1931 => Leachia Lesueur, 1821
- Dyctydiopsis Rochebrune, 1884 => Leachia Lesueur, 1821
- Fusocranchia Joubin, 1920 => Liocranchia Pfeffer, 1884
- Galiteuthinae Berry, 1912 => Taoniinae Pfeffer, 1912
- Leucocranchia Joubin, 1912 => Bathothauma Chun, 1906
- Owenia Prosch, 1849 => Teuthowenia Chun, 1910
- Perothis Rathke, 1835 => Leachia Lesueur, 1821
- Phasmatoteuthion Pfeffer, 1912 => Galiteuthis Joubin, 1898
- Pyrgopsis Rochebrune, 1884 => Leachia Lesueur, 1821
- Taonidium Pfeffer, 1900 => Galiteuthis Joubin, 1898
- Teuthoweniinae Grimpe, 1922 => Taoniinae Pfeffer, 1912
- Toxeuma Chun, 1906 => Taonius Steenstrup, 1861
- Uranoteuthis Lu & Clarke, 1974 => Sandalops Chun, 1906
- Verrilliteuthis Berry, 1916 => Teuthowenia Chun, 1910
- Vossoteuthis Nesis, 1974 => Liguriella Issel, 1908